# Hellspawn Records
Hellspawn war ein schwedisches Independent-Label mit Sitz in Johanneshov, Söderort, Stockholm. Das Label wurde 1994 von David Parland gegründet und veröffentlichte lediglich zehn Tonträger. Die erste Veröffentlichung war die Debüt-EP von Parlands damaliger Band Dark Funeral, die sich rund 15.000 mal verkaufte. Des Weiteren veröffentlichte das Label Tonträger der Bands Abruptum, Deathwitch, Infernal, War, VON sowie Maze of Torment. Seit 2003 erschien kein weiterer Tonträger des Labels. Der Inhaber Parland verstarb am 19. März 2013.

## Veröffentlichungen
| Art-Nr.  | Interpret       | Titel                                              | Jahr | Anmerkungen                                                                      |
| -------- | --------------- | -------------------------------------------------- | ---- | -------------------------------------------------------------------------------- |
| HELL 001 | Dark Funeral    | Dark Funeral                                       | 1994 | EP                                                                               |
| HELL 002 | Abruptum        | Evil Genius                                        | 1995 | Kompilation                                                                      |
| HELL 003 | VON             | Satanic Blood                                      | 1996 | Bootleg-Wiederveröffentlichung der Demoaufnahme von 1992                         |
| HELL 004 | Diverse         | In Conspiracy with Satan – A Tribute to Bathory    | 1998 | Tributalbum                                                                      |
| HELL 005 | Infernal        | Infernal                                           | 1999 | EP                                                                               |
| HELL 006 | Dark Funeral    | In the Sign…                                       | 2000 | Wiederveröffentlichung von HELL 001 mit zwei Bonustiteln und verändertem Artwork |
| HELL 007 | War             | We Are…Total War                                   | 2001 | Kompilation, bei Necropolis Records unter dem Namen Total War veröffentlicht     |
| HELL 008 | Diverse         | Tyrants from the Abyss – A Tribute to Morbid Angel | 2002 | Tributalbum                                                                      |
| HELL 009 | Deathwitch      | Deathfuck Rituals                                  | 2002 |                                                                                  |
| HELL 010 | Maze of Torment | The Unmarked Graves                                | 2003 |                                                                                  |